# Rábade
Rábade è un comune spagnolo di 1 583 abitanti situato nella comunità autonoma della Galizia.